# Mikhaïl Gourevitch
Pour les articles homonymes, voir Mikhaïl Gourevitch (joueur d'échecs) et Gourevitch.
Mikhaïl Iossifovitch Gourevitch (en russe : Михаил Иосифович Гуревич), né le 12 janvier 1893 à Roubanchtchina, un village du gouvernement de Koursk (Empire russe) et mort le 25 novembre 1976 à Léningrad (Union soviétique), est un ingénieur aéronautique soviétique. Il s'est rendu célèbre par sa coopération avec Artem Mikoyan, au sein du bureau d'études Mikoyan-Gourevitch.

## Biographie
Mikhaïl Gourevitch est issu d'une famille juive de techniciens viticoles. Il finit brillamment ses études au lycée d'Akhtyrka, en 1910, avec une médaille d'argent et entre alors au département de l'université de Kharkov. 
Il en est expulsé au bout d'un an, en raison de ses activités révolutionnaires et doit s'exiler en France, où il étudie à l'université de Montpellier. Selon certaines sources, Mikhaïl Gourevitch et son frère suivent ensuite les cours de l’École supérieure d’aéronautique et de construction mécanique, créée à Paris en 1909, et y figurent parmi les premiers diplômés, aux côtés de Marcel Bloch et Henry Potez. Cette information reste cependant incertaine, les listes de diplômés de l'école ne faisant mention que des dénommés Samuel Gourevitch et Mejer Gourevitz, diplômés en 1913.
En visite en Russie en septembre 1914, il doit rester dans le pays en raison de la déclaration de guerre. Après la Révolution de 1917, il étudie à la faculté d'aviation de l'Institut technologique de Kharkov, dont il sort en 1925, avec un diplôme de physique et de mathématiques. Pendant ces études il met au point deux planeurs avec d'autres étudiants.
Il est alors embauché dans une compagnie d'État d'énergie, mais il la quitte en 1929 pour s'installer à Moscou. Il travaille alors dans divers bureaux d'études de l'industrie aéronautique soviétique. En 1936 et 1937, il séjourne aux usines Douglas et Martin, aux États-Unis, avec un groupe de spécialistes soviétiques. À son retour, il participe à la fabrication sous licence du Douglas DC-3, sous la désignation de Lisunov Li-2, et à l'introduction des nouvelles techniques de production aéronautique. 
En 1937, au sein du bureau d'études de Polikarpov, l'OKB-1, il dirige une équipe de conception. Finalement en décembre 1939, il rejoint le tout nouveau bureau de conception de l'usine no 1, l'OKO, dirigé par Artem Mikoyan, dont il devient l'un des adjoints avec Anatoly Grigorevitch Brunov. Gourevitch fournit les bases mathématiques qui ont fait le succès du bureau d'études (OKB) Mikoyan-Gourevitch. Ces calculs portaient en particulier sur les hautes vitesses, les bonnes performances en montée et une altitude plafond élevée. 
Entre 1949 et 1961, il travaille surtout sur la conception de missiles et de bombes volantes, en dirigeant la division OKB-155-1 du bureau d'études. 
En 1964, on lui décerne un titre de doctorat en sciences, et il prend sa retraite, le 1er juillet. Il meurt le 25 novembre 1976 à Léningrad, où il est enterré au cimetière de Saint-Seraphim.   

## Distinctions
Principaux titres et décorations, par ordre de préséance :
- Héros du travail socialiste le 12 juillet 1957
- Quatre fois l'ordre de Lénine
- Deux fois l'ordre du Drapeau rouge du travail
- Ordre de l'Étoile rouge
- Prix Lénine (1963)
- Six fois le prix Staline (1941 pour son travail sur le MiG-1, 1947, 1948, 1949, 1952, 1953)

Un hommage lui est fait en lui dédicaçant l'Aéroport de Koursk.